# مناورات درع العرب
مناورات درع العرب أو (بالإنجليزية: Arab Shield)‏ هو تدريب عسكري عربي مشترك، لتنفيذ مناورات برية وبحرية وجوية مشتركة، بقاعدة محمد نجيب العسكرية (شمال مصر)، ومناطق التدريبات الجوية والبحرية المشتركة بنطاق البحر المتوسط. يشارك في التدريب عناصر من القوات البرية والبحرية والجوية، وقوات الدفاع الجوي، والقوات الخاصة، لكل من مصر والسعودية والإمارات والكويت والبحرين والأردن، كما تشارك كل من المغرب ولبنان بصفة «مراقب».

## المناورات المنفذة
- درع العرب 1.[3]